# Šport u 2008.
◄◄ | ◄ | 2005. | 2006. | 2007. | 2008.  | 2009. | 2010. | 2011. | ► | ►►
Arhitektura • Astronautika • Astronomija • Biologija • Film • Fotografija • Glazba • Kazalište • Kemija • Kiparstvo • Knjige • Književnost • Kršćanstvo • Meteorologija • Medicina • Planinarstvo • Politika • Pravo • Promet • Slikarstvo • Strip • Šport • Televizija • Znanost • Zrakoplovstvo • Željeznički promet
Šport u 2008.

## Svijet

### Natjecanja

#### Svjetska natjecanja
- XXIX. Olimpijske igre – Peking 2008.

#### Kontinentska natjecanja

##### Europska natjecanja
- 7. do 29. lipnja – Europsko prvenstvo u nogometu u Austriji i Švicarskoj: prvak Španjolska
- 4. do 13. srpnja – Europsko prvenstvo u vaterpolu u Malagi u Španjolskoj: prvak Crna Gora

## Hrvatska i u Hrvata

### Smrti
- 11. lipnja – Jerko Bulić, hrvatski atletičar (* 1924.)

## Vanjske poveznice
|  | Zajednički poslužitelj ima još gradiva o temi Šport u 2008. |